# Cécile La Grenade

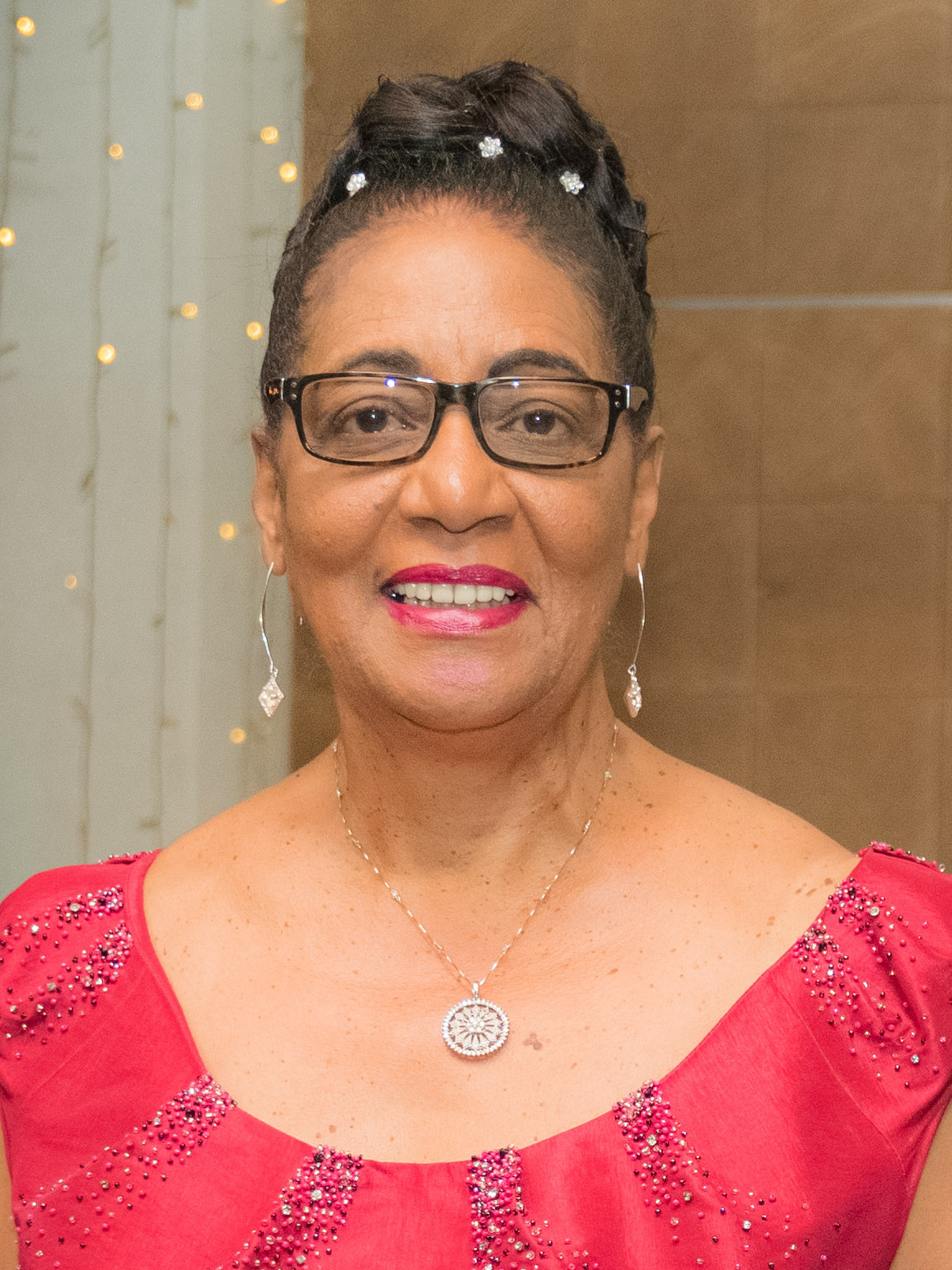
Cécile La Grenade, 2022

Dame Cécile Ellen Fleurette La Grenade, GCMG, OBE (* 30. Dezember 1952 in La Borie) ist Politikerin aus Grenada. Sie ist seit 2013 als erste Frau Generalgouverneurin von Grenada.

## Leben
Cécile La Grenade ist die Tochter des Lehrers Allan La Grenade und der Krankenschwester Sibyl Sylvester-La Grenade sowie eine Enkelin von Mary Louise „Eva“ Ollivierre-Sylvester, die als erste Frau 1952 Mitglied des Legislativrates (Legislative Council) der Windward Islands wurde. Sie wuchs in St. Paul’s auf und absolvierte ihre Schulausbildung an der St. Louis Girls Roman Catholic School sowie am St. Joseph’s Convent in Saint George. Im Anschluss begann sie ein Chemiestudium an der University of the West Indies (UWI), das sie mit einem Bachelor of Science (B.Sc. Chemistry) beendete. Ein postgraduales Studium der Ernährungswissenschaften an der University of Maryland, College Park (UMCP) schloss sie mit einem Master of Science (M.Sc. Food Science) ab und erwarb dort zudem einen Doctor of Philosophy (Ph.D. Food Science). Im Anschluss war sie als Ernährungswissenschaftlerin bei der US-amerikanischen Behörde für Lebens- und Arzneimittel (Food and Drug Administration) tätig, ehe sie 1992 nach dem Tode ihrer Mutter als Chief Executive Officer (CEO) bis 2013 die Leitung der von ihrer Familie gegründeten La Grenade Industries übernahm, einem Unternehmen, das insbesondere Muskatnüsse verarbeitet. Sie war zudem zwischen November 2007 und November 2010 Vorsitzende der Kommission für den öffentlichen Dienst (Public Service Commission) und wurde für ihre Verdienste als Officer des Order of the British Empire (OBE) ausgezeichnet.
Am 9. April 2013 wurde Cécile La Grenade als erste Frau zur Generalgouverneurin von Grenada ernannt. Als Nachfolgerin von Carlyle Glean trat sie dieses Amt am 7. Mai 2013 offiziell an. Am 14. Mai 2013 wurde sie als Dame Grand Cross des Order of St. Michael and St. George (GCMG) geadelt, so dass sie seither den Namenszusatz „Dame“ führt. Am 18. Oktober 2014 wurde ihr ein Ehrendoktor der Wissenschaften (Honorary Doctor of Science) der University of the West Indies verliehen.